# Enrico Neitzel
Enrico Neitzel (* 11. April 1977 in Wolgast) ist ein ehemaliger deutscher Fußballspieler.

## Karriere als Spieler
Enrico Neitzel durchlief die Jugendabteilungen der ISG Schwerin, des 1. FC Magdeburg und des Schweriner SC. Beim 1. FSV Schwerin schaffte er am Ende der Saison 1994/95 mit 18 Jahren den Sprung in die erste Mannschaft, die in der viertklassigen Oberliga Nordost-Nord spielte. Dabei erzielte er in insgesamt sechs Einsätzen ab dem 25. Spieltag drei Tore. In der Folgesaison 1995/96 erzielte Neitzel 18 Tore in 18 Einsätzen, woraufhin er im Sommer 1996 in die drittklassige Regionalliga Nordost zum FSV Lok Altmark Stendal wechselte. Mit diesem belegte Neitzel von 1996/97 bis 1997/98 Abschlussplätze im Mittelfeld der Tabelle, konnte sich jedoch nicht dauerhaft als Stammspieler etablieren.
Neitzel wechselte zurück in die Oberliga und schloss sich zur Spielzeit 1999/00 dem FC Schönberg 95 an. Für Schönberg absolvierte Neitzel daraufhin in vier Spielzeiten 127 Einsätze, in denen er 100 Tore erzielte. Dabei wurde er 2002/03 mit 35 Toren in 34 Einsätzen Torschützenkönig der Oberliga Nordost und trug damit auch zum Aufstieg des Vereins in die Regionalliga Nord bei, wodurch er zum Juli 2003 vom FC Rot-Weiß Erfurt verpflichtet wurde. Dieser spielte 2003/04 in der Regionalliga Süd, in welcher Neitzel nun mit neun Toren in 31 Einsätzen zu seinem zweiten Aufstieg binnen eines Jahres beitrug, jedoch zumeist nur als Einwechselspieler zum Einsatz gekommen war. In der Zweitliga-Saison 2004/05, in der Erfurt als Tabellenletzter umgehend wieder abstieg, kam Neitzel lediglich zu zwei Toren in 19 Einsätzen, so dass er den Verein im Sommer 2005 wieder verließ.
Beim VfB Lübeck spielte Neitzel 2005/06 wieder in der Regionalliga und erzielte in seiner ersten Saison beim VfB acht Tore in 29 Einsätzen. 2006/07 kam er jedoch erneut vermehrt als Einwechselspieler zum Einsatz, so dass er von 24 Partien lediglich eine über die volle Spielzeit absolvierte. Nach zwei Jahren in Lübeck wechselte Neitzel zur Saison 2007/08 zum Regionalliga-Konkurrenten Kickers Emden, zu dessen Qualifikation zur 2008 eingeführten 3. Liga er mit sieben Toren in 33 Einsätzen beitrug.
Zur Saison 2009/10 wechselte Neitzel zum F.C. Hansa Rostock, mit dem er lediglich drei torlose Zweitliga-Partien absolvierte und am Saisonende in die 3. Liga abstieg. Daneben war Neitzel auch fünffach in der Reservemannschaft Rostocks in der Regionalliga eingesetzt worden, wobei er ein Tor erzielte. 2010/11 feierte Neitzel daraufhin den Wiederaufstieg mit Hansa und zudem den Gewinn des Landespokals. Im Ligabetrieb war er jedoch zu lediglich sieben Einsätzen gekommen, in denen er zwei Tore erzielt hatte. Hinzu kamen noch drei Tore bei seinem einzigen Einsatz im Landespokal und ein weiterer Einsatz für die Reservemannschaft.
Daraufhin wechselte Neitzel zum FC Anker Wismar, für den er in den Spielzeiten 2011/12 und 2012/13 der fünftklassigen Oberliga spielte. 36-jährig schloss er sich anschließend nach dem Abstieg mit Wismar dem Kreisoberligisten LSG Elmenhorst an, bei der er sich zuvor schon anderthalb Jahre als Jugendtrainer engagierte, aber nur noch zu einem Einsatz kam.

## Karriere als Trainer
Zum Jahresbeginn 2014 wurde Neitzel Trainer beim mecklenburgischen Verbandsligisten FSV Bentwisch. Nach dem Rückzug des Vereins zur Winterpause 2014/15 wurde er als Co-Trainer beim FC Mecklenburg Schwerin verpflichtet.